# ヤップ・ア・ロイ
ヤップ・ア・ロイ (中国名：葉亞來、葉德來、英語：Yap Ah Loy 1837年3月14日 – 1885年4月15日)は英国統治下のマレー半島に於いて現在のクアラルンプール市の前進となる町の開拓と治安維持に貢献した人物。
中国（現在の広東省恵州市）からの移民。戦士、地域の華人社会の頭領、町の行政官。英国統治下の中国からの移民のまとめ役として華人甲必丹（キャプテン・チャイナ、マレー語：Kapitan Cina；オランダ語：Kapitein der Chinezen；英語：Capitan China）と呼ばれていた 。クアラルンプール地区のCapitan Chinaとしては葉亞來は3代目。任期中、セランゴール地区の内戦（英語：Klang War）と勢力争いに巻き込まれたが、命がけで戦い抜き、内戦後は48歳で病死するまでクアラルンプール地区の統率と復興のために私財を投げ打って貢献した。このことから、葉亞來は19世紀の同地区における商業と鉱業を興す上で最も重要な地域リーダーであったと評価されている。同地区の華人甲必丹の履歴は下記のとおり。 
- 1858年－1861年 邱秀（Hiu Siew）「初代リーダー」
- 1862年－1868年 劉壬光（Liu Ngim Kong）
- 1868年－1885年 葉亞來（Yap Ah Loy ）
- 1885年－1889年 葉亞石（Yap Ah Shak ）
- 1889年－1902年 葉觀盛（Yap Kwan Seng）

1957年8月31日の英国領からのマラヤ連邦が独立を果たすまでに、クアラルンプールはマレーシアの首都となっていた。
現在のクアラルンプール特別区の中華街（プタリン通り）に繋がる枝道のひとつが Jalan Yap Ah Loy （ヤップアロイ通り）と呼ばれている。この名称は葉亞來の功績を讃えたものである。

## 来歴
1837年3月14日、葉亞來(Yap Ah Loy)は、中国南部、広東省、惠州府桂葉地区の淡水の貧しい村落で生まれた。彼は客家の血筋を引いている。恵州府は現在の「恵州市」にあたり、英語では Huizhou と表記される。この Huizhou と、彼の民族である客家（Hakka）を合わせて、彼は「Huizhou Hakka（恵州客家）」の出身とされている。この点は、後述するクアラルンプールの動乱時における葉亞來の文化的・政治的立ち位置を理解する重要である。
葉亞來が中国を出て、マカオ経由イギリス領マラヤへ渡ったのは1854年であった。マラッカに着くと、葉亞來は親戚の一人である葉傑時（Yap Ket Si）に養われ、その後、ドリアン・トゥンガル（Durian Tunggal）の錫鉱山に連れて行かれた。そこで4か月間過ごした後に、現在のジョホール州北西部のケサン（Kesang）へ向かい、そこで別の親戚である葉伍（Yap Ng）の経営する店で働くことになった。彼はそこで1年間働いたが、その後、シンガポール経由で中国へ帰国することとなる。
しかし不運なことに、シンガポールでジャンク船の出航を待っている間に賭博に手を染めたことが災いして、全財産を失ってしまった。旅費を失った葉亞來は葉伍の店には戻らず、別の親戚である葉福（Yap Fook）とともにルクット（英語 Lukut）へ向かった。ルクットは当時はスランゴールの一部だったが、現在はネグリ・スンビラン州のポートディクソンに属している。Sharon A. Carstensの著作によると、葉亞來はマラッカからルクットへの一連の転居と修行の時期に、当時のマレー半島の主要産業であった錫鉱山の管理職にあった比較的地位の高い華人グループのアシスタントとして雇われ、鉱区の料理人を務めながら商業取引の実務経験を積んでいった。

## クアラルンプールの華人甲必丹に就任
葉亞來は1856年、19歳のときにルクットに到着した。マレー半島での初期の年月を、鉱夫や零細な商人として過ごしたが、1862年に運命が好転する。同年、彼の友人である劉壬光（Liu Ngim Kong）が丘秀（Hiew Siew／中国語名：丘秀）の後を継ぎ、クアラルンプールの第2代「華人甲必丹（Kapitan Cina）」に任命されたのだ。
この「甲必丹」という地位は、華人社会の指導者であるだけでなく、マレー系の政治体制、さらには1874年以降に始まるイギリスの介入後には英国官僚との連絡役でもあった。葉亞來は、劉壬光の信頼厚い側近となり、1869年に劉が死去すると、その後を継いでクアラルンプール第3代華人甲必丹となった。彼はこの地位に就いた後、秩序ある行政組織と強力な自衛部隊の整備に着手した。

## セランゴールの内戦
葉亞來のKapitan Cina任命に反対する勢力があった。劉壬光の「親族」は葉亞來の任命に異議を唱えていたし、同郷の張昌（Chon Chon)をリーダーとする反対派が葉亞來を打倒すべく活動していた。
当時クアラルンプールの中国移民の間では、前述の「客家」が主導する海山公司（ハイ・サン）と、カンチンやラワンを拠点とする広東人が主導する義興公司（ギー・ヒン）という二つの華人組織（一部の資料では「秘密結社 kongsi 」として記録されている）の間で、錫の生産をめぐって絶えず抗争が続いていた.。このことも背景となり、Kapitan Cinaとなった葉亞來は不本意ながら華人集団の内部抗争に巻き込まれていった。
カンチンでは、葉亞來の支持者でリーダー格であった葉四（Yap Ah Sze）という人物が待ち伏せされて暗殺される事件がきっかけとなり、葉亞來は1870年に部下を率いてセランゴール東部のカンチンに出向き、暗殺の犯人と思しき張昌の一派を追い出した。この動乱では華人12人とマレー人8人が死亡し、後に『カンチン虐殺事件』と呼ばれる悲劇となった。
張張はセランゴール北部のラワンへ逃げたが、その後、1867年に始まったセランゴールの内戦でセランゴールの王位（スルタン）の継承を狙うラジャ・マハディの派閥に加わった。一方の葉亞來と部下たちはこの内戦で正当なスルタンを支援する主流派を支援したため、1870年にクアラルンプール地区は内戦の戦場と化した。
1872年にはラジャ・マハディ軍の一派がクアラルンプールを占領し、葉亞來は敗走して海側のクランへ後退したが、クアラルンプール奪還を諦めなかった葉亞來の一派は、翌1873年3月、スルタン軍を支援する地方の兵の援助も受け、遂にクアラルンプールを奪還する。

## 内戦後のキャプテン・チャイナ
1873年のクアラルンプールでの勝利により、葉亞來は強固な政治的地位を確立し、スルタンや英国の統治者にも認められ、セランゴール内陸部ではほとんど絶対的な存在となった。しかしながら、内戦のダメージを受けていたクアラルンプールはほぼ壊滅し、鉱山は水没してしまっていた。
葉亞來は町の再建と鉱業の再生に取りかかり、クアラルンプールと周辺の鉱山地域や他の集落を結ぶ道路の整備を進めた。
しかし1870年代半ばの錫価格の暴落は深刻な財政難を招いていた。葉亞來は地域復興のためにクアラルンプール地区に今も地名が残るブリックフィールズ（英語：Brickfields）でレンガ製造事業を始めたり、タピオカ農園も開いたが、1870年代後半には多額の借金を抱え、葉亞來はほとんど破産状態に追い込まれた。

## 奇跡の錫価格高騰
1873年のクアラルンプール奪還から続いていた錫価格の低迷は1878年まで葉亞來を苦め続けたが、いよいよ背水の陣となっていた葉亞來の事業に大きな転機が訪れる。
財政危機は1878年に頂点に達していた。葉亞來の債権者たちはもはや信頼と忍耐を失い、さらなる信用供与を打ち切ると通告してきた。当時の英国の駐在官は「キャプテン・チャイナの権力は糸一本でぶら下がっているようなもので、破産寸前だ」と記している。
ところが、1878年から1879年の間に、錫の世界価格が奇跡的に上昇した。セランゴールでは1878年から1879年の間に錫価格が２倍になった。多額の借金をしsて再稼働させた鉱山は、大きな儲けを生む金鉱となった。
1879年の錫価格の上昇で葉亞來の財政は奇跡的に改善し、同時にクアラルンプールの将来も保証された。戦後の鉱業復興でのヤップの功績は、クアラルンプールをマレー半島の経済の中心地に押し上げた。
中国人社会の公認の指導者として、葉亞來は英国からマレー人の統治者に準じる権限を与えられた。税を課す権利だけは制限されたが、それでも葉亞來は錫市場の支配と多様な事業を通じて、相当な私財を築いた。
1879年、クアラルンプールに初めて英国の官吏（政府顧問）が派遣され、それ以降Captain Cinaの権力は徐々に弱まった。葉亞來の後継者で彼ほどの権力と独立性を持った者はいない。

## クアラルンプール復興
1868年当時のクアラルンプールは、セランゴール内戦の影響で荒廃し、病気や火事、洪水に悩まされていた。町は何度も壊滅的被害を受けてきたが、そのたびに葉亞來が再建に尽力している。彼は無名の小さな集落に過ぎなかったクアラルンプールを、活気ある鉱山町へと育てた 。その結果、1880年には、セランゴール州の州都がクランから戦略的に有利なクアラルンプールへ移された。
1881年には火事で町が焼失し、その直後に洪水が押し寄せた。立て続けの災害で、木材とアタップ（ヤシ葉の屋根材）でできた建物はすべて失われた。この事態を受けて、当時の英国統治下のセランゴール州レジデント（行政長官）フランク・スウェッテンハム（英語：Sir Frank Athelstane Swettenham, 1850 – 1946）が、建物をレンガと瓦で造ることを義務づけた。これに応じて、葉亞來は広大な土地を買い取り、レンガ工場を建てて町の再建を支え、焼失したアタップ建築は、レンガと瓦の建物に置き換えられた。（現在の「ブリックフィールズ、英語：Brickfields」という町名の由来）
葉亞來は町の建物配置も見直し、中国南部のショップハウス様式を取り入れた新しいレンガ造りの建物が立ち並んだ。「ファイブフットウェイ、英語：five-foot way」と呼ばれる軒下通路や、中国人の職人技術が活かされた造りが特徴で、この地域独特の折衷的なショップハウス建築が形作られた。
発展する町の中で、葉亞來はクアラルンプールの建物の3分の1、クラン川東側の市街地の土地の3分の2、さらに錫鉱山を支配していた。また、ヤップは市内の道路整備に２万ドルを投じ、鉱山と市街をつなぐ交通網を拡充した。これには、現在のアンパン通り、プドゥ通り、プタリン通りなどが含まれる。
Captail China として、葉亞來はマレー人コミュニティの指導者に匹敵する広範な権限を持ち、法制度を整え、新しい法的手続きを導入した。彼自身が簡易裁判所を取り仕切り、わずか6人の警官で治安を維持した。また60人収容可能な監獄を建設した。さらにクアラルンプールで最初の学校を設立し、プタリン通りにはセランゴールのスルタンの出資を受けて、キャッサバ（タピオカ）製粉所を創設している。
葉亞來が1885年に死去した後、スウェッテンハムの主導で建設されたポートクラン線（鉄道）が1886年に完成し、町へのアクセスが飛躍的に向上したことで、クアラルンプールの人口は大きく増加した。1896年には、クアラルンプールは新たに結成されたマレー連邦の首都に選ばれた。
創成期に幾多の困難を乗り越え、クアラルンプールを町として存続させたのは、大英帝国の統治者やマレー人の王族ではなく、葉亞來の功績だった。クアラルンプールには公共の記念碑こそ存在しないが、マレーシア史の研究者J.M. ガリック（英語：J.M. Gullick）の言葉を借りれば、「もし葉亞來の記念碑を探すなら、自分が今このクアラルンプールという場所に居ることを思い起こすべきである」と言っても過言ではない。

## 葉亞來の死
1884年末、葉亞來は気管支炎と左肺の膿瘍を患って倒れた。1885年3月には少し回復したものの、同年4月15日、48歳で息を引き取った。医師がヤップの遺体を調べたところ、死因は心不全か、または炭火コンロの煙による中毒の可能性があると確認された。彼の死を見とった医師は、常人とは異なる葉亞來の目の輝きに感銘を受けたと言われている。
葉亞來の墓は、クアラルンプールのクワントン墓地（英語：Kwong Tong Cemetery、またはHeritage Park）に残されている。

## 評価
英国駐セランゴール当時の行政長官であり、後に海峡植民地総督となったフランク・スウェッテンハム（英語：Sir Frank Athelstane Swettenham, 1850 – 1946）は、1882年および1885年の政府報告書において、葉亞來によるクアラルンプールの統治と発展への貢献を高く評価している。彼はその報告において「法の執行が厳格で、クアラルンプールおよび周辺地域の治安は良好であり、重大な犯罪は一件も発生しなかった」と称賛している。
1999年、第15回世界客家（ハッカ）恳親大会がクアラルンプールで開催され、当時のマレーシア首相マハティール・モハマドは開会式で、「客家人の事績を歴史に記さず、華人カピタンの貢献を記録しなければ、クアラルンプールの歴史は完成しない」と述べている。さらに、クアラルンプールの近代化と発展の基礎を築いた三人の客家リーダーとして、葉亞來、葉亜石、劉壬光の名を挙げ、彼らの功績を称えた。